# Aaron Arens
Aaron Arens (* 4. August 1988) ist ein Schweizer Regisseur und Schauspieler.

## Leben
Arens wurde zunächst als Kinderdarsteller bekannt. So verkörperte er 2002 in seiner ersten Hauptrolle die Figur des Peter Geissler in der Schweizer Filmproduktion Heidi, einer modernen Interpretation der Heidi-Geschichte. Seine zweite Filmproduktion war der Schweizer Kinofilm Breakout, in welchem er die Rolle des Heinrich verkörperte. Als Schauspieler war er seitdem in Deutschland, in Österreich und in der Schweiz an verschiedenen Film-, Fernseh- und Theaterprojekten beteiligt.
Als Regisseur inszenierte Arens von 2009 bis 2019 mehrere Kurzfilme, von denen einige z. B. mit dem Deutschen Kamerapreis ausgezeichnet und an zahlreichen Internationalen Festivals aufgeführt wurden. 2021 und 2022 führte er bei Soko Potsdam Regie, 2023 wurde sein erster Langspielfilm Sonnenplätze fertig gestellt, der 2024 in die deutschen Kinos kam. Zudem ist er für Fernseh- und Filmprojekte noch als Filmeditor tätig.
Bis 2024 studierte er Spielfilmregie an der Hochschule für Fernsehen und Film München.
Arens ist zweisprachig aufgewachsen und spricht daher fliessend Deutsch und Französisch.

## Filmografie Regie (Auswahl)
- 2019: I Grew A Statue (Kurzfilm)
- 2021: Soko Potsdam Folgen 37–39
- 2022: Soko Potsdam Folgen 43–45
- 2024: Sonnenplätze (Kinofilm)

## Filmografie Schauspiel (Auswahl)
- 2001: Heidi
- 2007: Breakout
- 2010: Best Friends (Fernsehserie)
- 2014: Ziellos (Fernsehfilm)
- 2018: Wolkenbruchs wunderliche Reise in die Arme einer Schickse
- 2020: Tatort: Züri brännt (Fernsehreihe)
- 2020: Biohackers (Fernsehserie)
- 2021: Hubert ohne Staller: Die Kinder der fünf Seen (Fernsehserie)
- 2021: Tatort: Schoggiläbe
- 2021: Kitz (Fernsehserie)
- 2022: Tatort: Schattenkinder
- 2022: Tatort: Risiken mit Nebenwirkungen
- 2023: Tatort: Seilschaft
- 2023: Tatort: Blinder Fleck
- 2024: Tatort: Von Affen und Menschen
- 2024: Tatort: Fährmann
- 2025: Tatort: Rapunzel